# Aspermi
Aspermi är den medicinska termen för att en man saknar eller ejakulerar för lite sädesvätska. Detta till skillnad från tillståndet att sperman saknar spermier (azoospermi) Tillståndet förknippas med ofrivillig barnlöshet. 
Aspermi är en förhållandevis ovanlig orsak till infertilitet. Som regel beror tillståndet på en oförmåga eller problem med att ejakulera, till exempel vid retrograd ejakulation, när ejakulationen går baklänges in i urinblåsan. Retrograd ejakulation kan förekomma vid diabetes mellitus, och innebär alltså att mannen har kvar förmågan att bilda sädesvätska. 
När äkta (primär) aspermi föreligger, alltså när mannen bildar ingen eller mycket lite sädesvätska, har det ofta genetiska orsaker. Det kan också uppstå vid klamydiainfektion.
För lite sädesvätska sänker kraftigt fertiliteten, eftersom sädesvätskan finns till för att underlätta befruktning, öka spermiernas rörlighet och skydda dem mot miljön i vagina.